# Eupithecia notata
Eupithecia notata là một loài bướm đêm trong họ Geometridae.